# Rondo (Rebsorte)
Die Rotweinsorte Rondo ist eine interspezifische Kreuzung (Hybridrebe) aus den Sorten Zarya Severa x St. Laurent, zählt aber dennoch zur Familie Vitis vinifera. Sie wurde im Jahre 1964 durch V. Kraus in der damaligen Tschechoslowakei gekreuzt. Er bot sie Helmut Becker (1927–1990) in der Forschungsanstalt Geisenheim an, der die Bedeutung dieses Materials erkannte und es züchterisch weiterbearbeitete. Seit 1997 genießt die Rebsorte Rondo Sortenschutz.

## Ampelographische Sortenmerkmale
In der Ampelographie wird der Habitus folgendermaßen beschrieben:
- Die sehr früh reifende Sorte besitzt hohe Resistenz gegen Winterfrost und Falschen Mehltau. Gegen den echten Mehltau sind jedoch jährliche Behandlungen notwendig. Sie erbringt einen rubinroten, gehaltvollen Wein, der sich als Deckwein gut zu Verschnitten eignet. Auch als eigenständiger Wein ist der Rondo sehr gut geeignet. Er ergibt sehr gehaltvolle, tiefdunkle und komplexe Rotweine. Im Geruch und Geschmack erinnert er stark an dunkle Kirschen und Brombeeren (→ Aromen im Wein). Die Ansprüche der Neuzüchtung an die Lage sind ähnlich hoch wie beim Riesling, die Ansprüche an den Boden jedoch vergleichsweise gering. Die Sorte wird in Rheinhessen, Franken, Schweiz (1,01 Hektar, Stand 2007, Quelle: Office fédéral de l'agriculture OFAG[1]), Dänemark, Schweden, England, Irland, Belgien und in den Niederlanden angebaut.

Rondo ist trotz des Einflusses von Vitis amurensis innerhalb der Muttersorte Zarya Severa offiziell eine Varietät der Edlen Weinrebe (Vitis vinifera). Sie besitzt zwittrige Blüten und ist somit selbstfruchtend. Beim Weinbau wird der ökonomische Nachteil vermieden, keinen Ertrag liefernde, männliche Pflanzen anbauen zu müssen.